# Брајхолц
Брајхолц (њем. Breiholz) општина је у њемачкој савезној држави Шлезвиг-Холштајн. Једно је од 165 општинских средишта округа Рендсбург. Према процјени из 2010. у општини је живјело 1.478 становника. Посједује регионалну шифру (AGS) 1058029.

## Географски и демографски подаци
Брајхолц се налази у савезној држави Шлезвиг-Холштајн у округу Рендсбург. Општина се налази на надморској висини од 13 метара. Површина општине износи 18,5 km². У самом мјесту је, према процјени из 2010. године, живјело 1.478 становника. Просјечна густина становништва износи 80 становника/km².